# Jean-Baptiste Guth
Pour les articles homonymes, voir Guth.
Jean-Baptiste Guth né le 4 janvier 1855 à Paris et mort le 19 juillet 1922 à Avilly-Saint-Léonard est un peintre, illustrateur et caricaturiste français.

## Biographie
Jean-Baptiste Guth est le fils de Marcus Guth et Marie Anne Muller. La famille emménage à Oron (Moselle), son frère Émile obtient la naturalisation française par décret du 31 mai 1890.
En 1875, il entre aux Beaux-Arts de Paris où il est élève de Jean-Léon Gérôme.
En 1882, il travaille pour Félix Gaudin, pour qui il réalise des dessins à destination de vitraux.
Il expose au Salon des artistes français de 1883 à 1921.
En 1883, Guth émigre à Londres.
De retour en France en 1889, des bans sont publiés pour annoncer un mariage avec Catherine Hjesta, artiste peintre, mais il épousera Emma Aurélie Compagnon, couturière, en 1907. Parmi les témoins majeurs de cette union figurent les peintres Paul Simon, Louis Malteste et Émile Bayard.
De 1884 à 1920, Guth collabore comme illustrateur à L'Illustration et de 1889 à 1909 au Vanity Fair. 
En 1912, il est professeur de dessin à la Ville de Paris.
Jean-Baptiste Guth a principalement travaillé à l'aquarelle et au pastel, mais aussi au fusain pour la reproduction par chromolithographie.
Il est officier de l'Instruction publique.
Il réside à son domicile parisien du quai Malaquais. Jean-Baptiste Guth meurt le 19 juillet 1922 à Avilly-Saint-Léonard.

Œuvres de Jean-Baptiste Guth
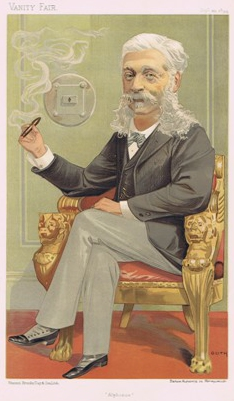
Caricature du baron Alphonse de Rothschild, Vanity Fair, 20 septembre 1894.
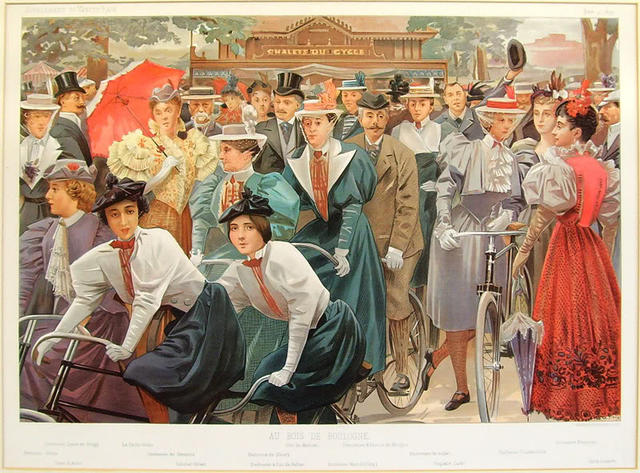
Au bois de Boulogne, illustration pour le Vanity Fair du 3 mars 1897.
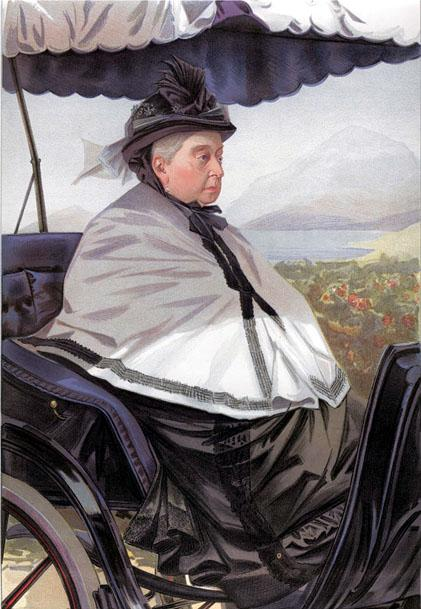
La reine Victoria, illustration pour le Vanity Fair du 17 juin 1897.
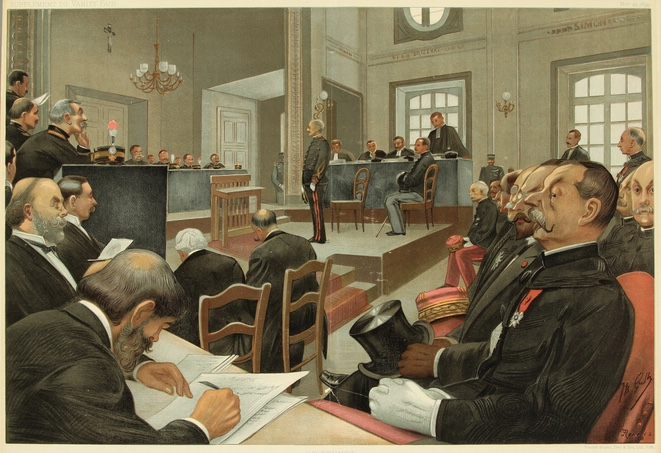
Le procès de Dreyfus, illustration pour le Vanity Fair du 23 novembre 1899.